# Висоцька Євгенія Петрівна
Євге́нія Петрі́вна Висо́цька (* 1975) — українська трекова та шосейна велогонщиця, багаторазова чемпіонка України, учасниця літніх Олімпійських ігор-2008 й жіночих багатоденок «Джиро д'Італія».

## Життєпис
Народилася 1975 року в селі Воїнка Красноперекопського району АР Крим. Проходила підготовку в кримській секції велоспорту, згодом переїхала до Одеси.
1997 року стала переможницею Чемпіонату України з велоспорту на шосе в груповій гонці.
2008 року повернулася до числа кращих українських велогонщиць та завдяки низці вдалих виступів здобула право захищати честь країни на літніх Олімпійських іграх.
На Чемпіонаті України з шосейних перегонів-2009 була кращою в обидвох жіночих дисциплінах — групових перегонах та перегонах з роздільним стартом.
2010 року приєдналася до італійської професійної команди «Valdarno», в її складі брала участь в «Джиро д'Італія» — на кількох етапах була близька до призових позицій, в генеральній класифікації розмістилася на шостій сходинці.
Протягом 2011—2012 років перебувала в складі російського клуба PCW та брала участь, зокрема, в «Турі Адигеї» і «Турі Чехії».
В 2013—2014 роках представляла італійську команду «SC Michela Fanini Rox», знову виступила на «Джиро д'Італія» та стала дев'ятою.
Згодом представляла команди Hagens Berman-Supermint, Conceria Zabri-Fanini-Guerciotti й Servetto–Piumate–Beltrami TSA В 2016 й 2017 роках вигравала чемпіонати України в групових і роздільних гонках, стала семиразовою чемпіонкою України з велоспорту на шосе. Як резервна гонщиця вирушила на Олімпійські ігри в Ріо-де-Жанейро, однак вийти на старт їй так й не довелося.
2018 року повернулась в «SC Michela Fanini Rox» й перемогла в традиційній гонці Race Horizon Park Maidan у Києві.